# 누라미니스
누라미니스(Nuraminis), 사르데냐어로 누라미니스(Nuràminis)는 이탈리아 사르데냐 주 수드사르데냐도에 있는 코무네로, 칼리아리에서 북서쪽으로 약 25 킬로미터 (16 mi) 떨어져 있다. 2004년 12월 31일 기준으로 인구는 2,656명이고 면적은 45.3 제곱킬로미터 (17.5 mi2)이다.
누라미니스 코무네에는 프라치오네인 빌라그레카가 있다.
누라미니스는 다음 코무네와 접해 있다: 모나스티르, 사마차이, 세라만나, 세렌티, 우사나, 빌라소르.